# Temnorhynchus tridentatus
Temnorhynchus tridentatus är en skalbaggsart som beskrevs av Lansberge 1886. Temnorhynchus tridentatus ingår i släktet Temnorhynchus och familjen Dynastidae. Inga underarter finns listade i Catalogue of Life.